# 首山省念
首山省念（しゅざん しょうねん）は、宋代にかけて活動した臨済宗の禅傑。臨済下5世。

## 生涯
天成元年（926年）、萊州にて生誕。俗姓は狄氏。故郷の南禅院で出家し、風穴延沼の法を継いだ。汝州首山のほか、宝安山広教禅院、汝州宝応禅院で住持となった。
淳化4年12月4日（994年1月18日）寂。法嗣に汾陽善昭がいる。また、語録して汝州首山念和尚語録があり、景徳伝灯録巻13に記事がある。